# Tarik Chaoufi
Tarik Chaoufi (* 26. Februar 1986) ist ein marokkanischer Straßenradrennfahrer.
Tarik Chaoufi wurde 2006 Etappenzweiter auf dem sechsten Teilstück der Tour des Aéroports nach Gabès. In der Saison 2008 gewann er das marokkanische Eintagesrennen Prix du Printemps in Rabat. Bei der Ägypten-Rundfahrt 2009 konnte er die dritte Etappe nach Scharm El-Scheich für sich entscheiden. Außerdem belegte er auf dem fünften Teilstück den zehnten Platz hinter dem Sieger Ferekalsi Debessay. 2010 gewann Chaoufi jeweils eine Etappe der Tour de Mali und der Tour of Rwanda sowie den GP Al Massira. 2011 wurde er Erster einer Etappe der Tour du Maroc.
Obwohl Tarik Chaoufi 2012 marokkanischer Straßenmeister geworden war und die Gesamtwertung der UCI Africa Tour gewonnen hatte, wurde er von seinem Verband kurzfristig nicht für die Olympischen Spiele in London berücksichtigt. Als Grund wurde u. a. die Entzweiung zwischen ihm und dem deutschen Trainer der Nationalmannschaft, Andreas Petermann, genannt. Chaoufi machte zudem öffentlich, dass Fahrer, die zu den Olympischen Spielen fahren wollten, größere Summen an den Verband sowie das nationale Olympische Komitee zahlen müssten.

## Erfolge
2009
- eine Etappe Ägypten-Rundfahrt

2010
- eine Etappe Tour du Mali
- Les Challenges de la Marche Verte - GP Al Massira
- eine Etappe Tour of Rwanda

2011
- eine Etappe Tour du Maroc

2012
- Les Challenges de la Marche Verte - GP Sakia El Hamra
- zwei Etappen Tour du Maroc
- Les Challenges Phosphatiers - Challenge Khouribga
- eine Etappe La Tropicale Amissa Bongo
- Challenge du Prince - Trophée Princier
- Marokkanischer Meister - Straßenrennen
- Gesamtwertung UCI Africa Tour

2014
- Challenge du Prince - Trophée de la Maison Royale

## Teams
- 2013 Euskaltel Euskadi (bis 12.08.)
- 2014 Maroc Telecom